# Villamayor de Treviño
Villamayor de Treviño község Spanyolországban, Burgos tartományban. Villamayor de Treviño Sasamón, Grijalba, Padilla de Arriba, Melgar de Fernamental, Sotresgudo, Villadiego és Sordillos községekkel határos. Lakosainak száma 56 fő (2024).

## Népesség
A település népessége az utóbbi években az alábbiak szerint változott:
| Lakosok száma | 111  | 99   | 95   | 101  | 88   | 78   | 72   | 63   | 64   | 56   |
|               | 2001 | 2004 | 2006 | 2009 | 2011 | 2014 | 2016 | 2019 | 2021 | 2024 |